# La cattedrale sommersa
La cattedrale sommersa (La cathédrale engloutie) è un preludio scritto dal compositore francese Claude Debussy per pianoforte solista. Fu pubblicato nel 1910 come decimo preludio del primo dei due volumi di Debussy i quali contengono dodici preludi per pianoforte ciascuno. È caratteristico di Debussy nella sua forma, armonia e contenuto.

## Impressionismo musicale
Questo preludio è un esempio dell'impressionismo musicale di Debussy in quanto è una rappresentazione musicale, o un'allusione, a un'immagine o un'idea. Debussy chiamava spesso i suoi pezzi secondo l'immagine che intendeva evocare, come nel caso di La Mer, "Des pas sur la neige" o " Jardins sous la pluie". Nel caso dei due volumi di preludi, colloca il titolo del brano alla fine del brano, sia per consentire al pianista di rispondere in modo intuitivo e individuale alla musica prima di scoprire come Debussy intendeva che suonasse la musica, oppure per applicare più ambiguità all'allusione della musica. Poiché questo pezzo è basato su una leggenda, può essere considerato musica a programma.

## Leggenda di Ys
Questo pezzo si basa su un antico mito bretone in cui una cattedrale, sommersa sott'acqua al largo della costa dell'isola di Ys, si erge dal mare nelle mattine limpide quando l'acqua è trasparente. Si possono sentire suoni di sacerdoti che cantano, campane che suonano e l'organo che suona, dall'altra parte del mare. Di conseguenza, Debussy usa alcune armonie per alludere alla trama della leggenda, nello stile del simbolismo musicale.
Per iniziare il pezzo, Debussy usa quinte parallele. Il primo accordo del pezzo è composto da sol e re (quinte aperte). L'uso di quinte nette e aperte, allude all'idea delle campane delle chiese che suonano da lontano, attraverso l'oceano. Le misure di apertura, marcate pianissimo, ci introducono alla prima serie di accordi di quinte parallele crescenti, che delineano una scala pentatonica di sol maggiore. Questi accordi fanno venire in mente due cose: 1) la scala pentatonica orientale, che Debussy udì durante un'esibizione di musica gamelan giavanese all'Esposizione Universale del 1889 a Parigi, e 2) musica da canto medievale, simile all'organa in quinte parallele dalla Musica enchiriadis, un trattato di musica del IX secolo. La forma della frase ascendente è forse una rappresentazione del lento emergere dall'acqua della cattedrale.
Dopo la sezione iniziale, Debussy porta delicatamente la cattedrale fuori dall'acqua modulandola in si maggiore, modellando la melodia in modo ondulatorio e includendo importanti istruzioni narrative nella battuta 16: Peu à peu sortant de la brume (Emergendo dalla nebbia a poco a poco). Questo mostra Debussy nella sua manifestazione più vicina di impressionismo musicale. Quindi, dopo una sezione contrassegnata dal progressivo Augmentez (Crescita lenta), è emersa la cattedrale e si sente l'organo a un livello dinamico di fortissimo (battute 28–41). Questa è la parte più rumorosa e profonda del pezzo, ed è descritta nella partitura come Sonore sans dureté (Sonoro ma senza asprezza). Dopo l'ingresso e l'uscita grandiosa dell'organo, la cattedrale sprofonda nell'oceano (battute 62–66) e l'organo si sente ancora una volta, ma sott'acqua. Per ottenere questi effetti che riflettono le immagini del castello, la maggior parte degli artisti utilizza tecniche specifiche per quanto riguarda il pedale e l'articolazione per influenzare il colore del tono. Ad esempio, alcuni artisti usano tutto il loro peso corporeo per premere i tasti per creare un suono ricco. Anche gli artisti creano un suono di campana che squilla rilasciando istantaneamente le note col pedale. Finalmente la cattedrale scompare di vista, e si sentono solo le campane, ad un lontano pianissimo .

## Analisi musicale

### Forma
La forma complessiva di questo pezzo può essere vagamente attribuita a una forma ternaria ABA, che si divide bene in sezioni al cambio di chiave scritto in modo che A comprenda l'inizio alla misura 46, B comprenda le misure 47–71 e A I comprenda la misura 72 a la fine. Ogni sezione più grande può essere ulteriormente suddivisa in sezioni e temi più piccoli, che sono disposti in modo da conferire al pezzo una struttura approssimativamente simmetrica.
La sezione A può essere essa stessa suddivisa in tre sezioni più piccole: a1 (b. 1–15), a2 (b. 16–21) e a3 (b. 22–46). L'introduzione del brano (a1) presenta la raccolta pentatonica di sol maggiore in accordi in blocco ascendente che evocano il canto d'organo con molte quinte parallele. Questo motivo si ripete due volte, ma ogni volta che il basso scende di un singolo gradino, in modo che la prima ripetizione del motivo avvenga su un FA nel basso e la seconda ripetizione su un MI. Questo cambia il centro di raccolta dell'apertura in il relativo mi minore pentatonico. La nota più alta di questo motivo, un MI, è trattenuta in ottave e ripetuta, evocando il suono delle campane della chiesa. Ciò porta a una breve sezione all'interno di a1 in cui viene presentato un nuovo tema in C♯ minore, intrecciandosi attorno al MI. Alla b. 14, ritorna il tema pentatonico iniziale, ma questa volta sul DO nel basso. Questo è il primo accenno alla vera tonica della sezione A e del pezzo in generale. Il tratto a2 inizia a b. 16 con uno spostamento di chiave in si maggiore e una nuova spinta ritmica introdotta da terzine di crome nella mano sinistra. Ciò è in netto contrasto con le linee di semiminima e semiminime lente e aperte della sezione a1, sebbene le mani destre presentino ancora accordi di semiminima ascendenti simili. Nel b. 19, una versione leggermente modificata di questo materiale è presentata in mi bemolle maggiore. Il materiale melodico in entrambe le sezioni utilizza SI maggiore e MI bemolle maggiore e i rispettivi modi pentatonici di quei tasti. Questa sezione si sviluppa fino all'arrivo alla sezione a3. La parte iniziale di a3 (b. 22–27) si basa su un accordo di settima dominante di SOL e torna a utilizzare linee di minima e semiminime dal suono più aperto. Questo si accumula fino al culmine del pezzo a b. 28, dove il principale materiale tematico della sezione A, accennato in tutto il materiale precedente, è presentato in DO maggiore fortissimo. Gli accordi a blocchi, spesso suonati con entrambe le mani, evocano il suono di un organo. Mentre la maggior parte di questo tema è presentata in DO maggiore diatonico, l'aggiunta di un si bemolle nella b. 33–37 cambia brevemente il modo di DO misolidio prima di tornare in ionico (maggiore). Le battute finali di a3, 42–46, servono come transizione nella sezione B del pezzo.
La sezione B presenta una modulazione in Do♯ minore e presenta il materiale melodico corrispondente della sezione A/A1 . Questo materiale è espanso e si accumula fino a raggiungere un culmine all'interno della sezione B alla misura 61. Mentre la musica si allontana da questo climax, una delle sonorità più interessanti del pezzo è presentata nella b. 63 sotto forma di accordi di 7a dominante con planata di accordi. Le radici di questi accordi plananti seguono l'indicazione della tonalità ma la qualità di ogni accordo rimane dominante. Questo lascia il posto a una transizione di 4 misure (b. 68–71) alla sezione AI finale.
La sezione AI è una sorta di immagine speculare della sezione A originale. Il tema di C maggiore originariamente presentato nella sezione finale (a3) di A ritorna all'inizio di AI, questa volta pianissimo, con un punteggio non altrettanto fitto e in un registro inferiore su una figura oscillante di ottava nota nel basso. Questo lascia il posto alla piccola sezione finale del brano (b. 84–89), che fa da specchio all'introduzione del brano (a1). La figurazione pentatonica ascendente vista all'inizio appare qui, questa volta nella tonica C maggiore. Il brano termina su un accordo di do maggiore con un grado di scala aggiunto 2.
La forma ABA quasi simmetrica aiuta a illustrare la leggenda a cui Debussy allude nell'opera, e i suoi segni aiutano a indicare sia la forma che la leggenda. Ad esempio, la prima sezione è descritta come "dans une brume doucement sonore" o "in una nebbia dolcemente sonora". Poi, alla misura 16, i segni dicono "peu à peu sortant de la brume" o "a poco a poco emergono dalla nebbia". Questo cambiamento nelle immagini (così come il cambio di tonalità che lo accompagna) potrebbe rappresentare la cattedrale che emerge da sott'acqua. Alla misura 72, la marcatura dice "comme un écho de la frase entendue précedemment", o "come un'eco della frase precedentemente sentita", che potrebbe essere come la cattedrale che era emersa gradualmente allontanandosi e forse tornando in acqua.

### Struttura tematica/motiva
In questo pezzo, Debussy compone la musica utilizzando lo sviluppo motivico, piuttosto che lo sviluppo tematico. Dopotutto, "Debussy diffidava dello sviluppo [tematico] come metodo di composizione". Fondamentalmente, l'intero pezzo è composto da due motivi di base, con il primo motivo esistente in tre diverse varianti, per un totale di 4 frammenti (senza contare le inversioni e le trasposizioni di ciascuno).
I motivi sono:
1. RE–MI–SI ascendente; 1a) RE – MI – LA ascendente; 1b) RE–MI–G ascendente;
2. Mi–C♯ discendente.

Debussy satura magistralmente l'intera struttura del pezzo con questi motivi in modi su larga e piccola scala. Ad esempio, il motivo 1 appare nella parte inferiore degli accordi della mano destra sulla 2ª, 3ª e 4ª semiminima della misura 14 (RE-MI) e di nuovo nelle successive tre semiminime (RE-MI-SI). Non a caso, il motivo 1b si sente nei battiti di 4a, 5a e 6a semiminima della battuta 14 (SI–RE–MI). Il motivo 1 si sente su una scala più ampia nelle note basse (note intere puntate) nelle battute 1–16, colpendo le note del motivo in inversione e trasposizione sui movimenti bassi delle misure 1, 15 e 16 (SOL-DO-SI). Anche all'interno delle battute da 1 a 15 ci sono due occorrenze del motivo 2 (SOL nella battuta 1, MI nella battuta 5; MI nella battuta 5, DO nella battuta 15.) Il motivo 1 si sente anche in una voce di soprano dalla battuta 1–15: Re alto nelle battute 1, 3 e 5; l'ottava in mi soprano che ricorre 12 volte dalle battute 6–13; il SI acuto nelle battute 14 e 15. Durante tutta questa ripetizione motivica, trasposizione e inversione, i temi (frasi più lunghe composte da motivi più piccoli) rimangono molto statici, con solo occasionali allungamenti o accorciamenti in tutto il pezzo: il tema ascendente pentatonico nella battuta 1 (tema 1) si ripete nelle battute 3, 5, 14, 15, 16, 17, 84, 85 e con lievi variazioni nelle battute 28–40 e 72–83. Un secondo tema (tema 2), che appare per la prima volta nelle battute 7–13, si ripete nelle battute 47–51.

### Contesto
Questo preludio è tipico delle caratteristiche compositive di Debussy. È un'esplorazione completa del suono degli accordi che abbraccia l'intera gamma del pianoforte e che include uno degli accordi caratteristici di Debussy (una triade tonica maggiore con l'aggiunta di 2a e 6a scala). Il terzo, mostra l'uso da parte di Debussy dell'armonia parallela (soprattutto la sezione che inizia con la misura 28), che è definita come una colorazione della linea melodica. Questo è abbastanza diverso dal semplice raddoppio melodico, come le terze in "Voiles", o le quinte in La Mer, che di solito non vengono ascoltate da sole senza una significativa figura di accompagnamento. L'armonia parallela costringe gli accordi a essere intesi meno con radici funzionali e più come espansioni coloristiche della linea melodica. Nel complesso, questo preludio, come rappresentante dei 24 preludi, mostra il processo compositivo radicale di Debussy se visto alla luce dei precedenti 200 anni di musica classica e romantica.

### Parallelismo
"La cathédrale engloutie" di Debussy contiene esempi di una delle tecniche più significative trovate nella musica del periodo impressionista chiamata parallelismo. Ci sono due metodi di parallelismo nella musica; esatto e inesatto. Il parallelismo inesatto consente alla qualità degli intervalli armonici di variare lungo la linea, anche se le dimensioni degli intervalli sono identiche, mentre nel parallelismo esatto le dimensioni e le qualità rimangono le stesse con l'avanzare della linea. Il parallelismo inesatto può dare un senso di tonalità, mentre il parallelismo esatto può dissipare il senso di tonalità poiché il contenuto dell'altezza non può essere analizzato diatonicamente in un'unica chiave.
Debussy usa il parallelismo (noto anche come parallelismo armonico) nel suo preludio per diluire il senso del movimento direzionale che si trova nelle precedenti progressioni tradizionali. Attraverso l'applicazione, viene creata l'ambiguità tonale che si vede spesso nella musica impressionista. Si può notare che ci è voluto del tempo prima che la musica impressionista fosse apprezzata, ma alla fine la critica e il pubblico di ascolto si sono affezionati a questo esperimento di libertà armonica.

## Arrangiamenti
Esistono vari arrangiamenti e trascrizioni del pezzo. Una trascrizione per organo solo è stata fatta da Léon Roques e Jean-Baptiste Robin nel 2011 (registrando Brilliant Classics 94233). Fu arrangiato per orchestra da Leopold Stokowski come "The Engulfed Cathedral" e pubblicato in una registrazione nel 1930. Appare in una cover nell'album Grand Guignol della band Naked City di John Zorn. Sezioni del pezzo di Debussy sono usate anche nell'introduzione e nel finale della canzone dei Renaissance At the Harbor, dal loro album del 1973 Ashes Are Burning . Isao Tomita ha arrangiato il pezzo per sintetizzatore elettronico come parte della sua registrazione Snowflakes Are Dancing del 1973-1974. John Carpenter l'ha usata come colonna sonora nel suo film di fantascienza del 1981 Fuga da New York . Il compositore Henri Büsser ha fatto una trascrizione per orchestra di questo brano nel 1921, mentre il compositore Colin Matthews l'ha arrangiato per l'Orchestra Hallé nel 2007.